# Teucholabis (Euparatropesa) fumidapicalis
Teucholabis (Euparatropesa) fumidapicalis is een tweevleugelige uit de familie steltmuggen (Limoniidae). De soort komt voor in het Neotropisch gebied.